# Roppongi

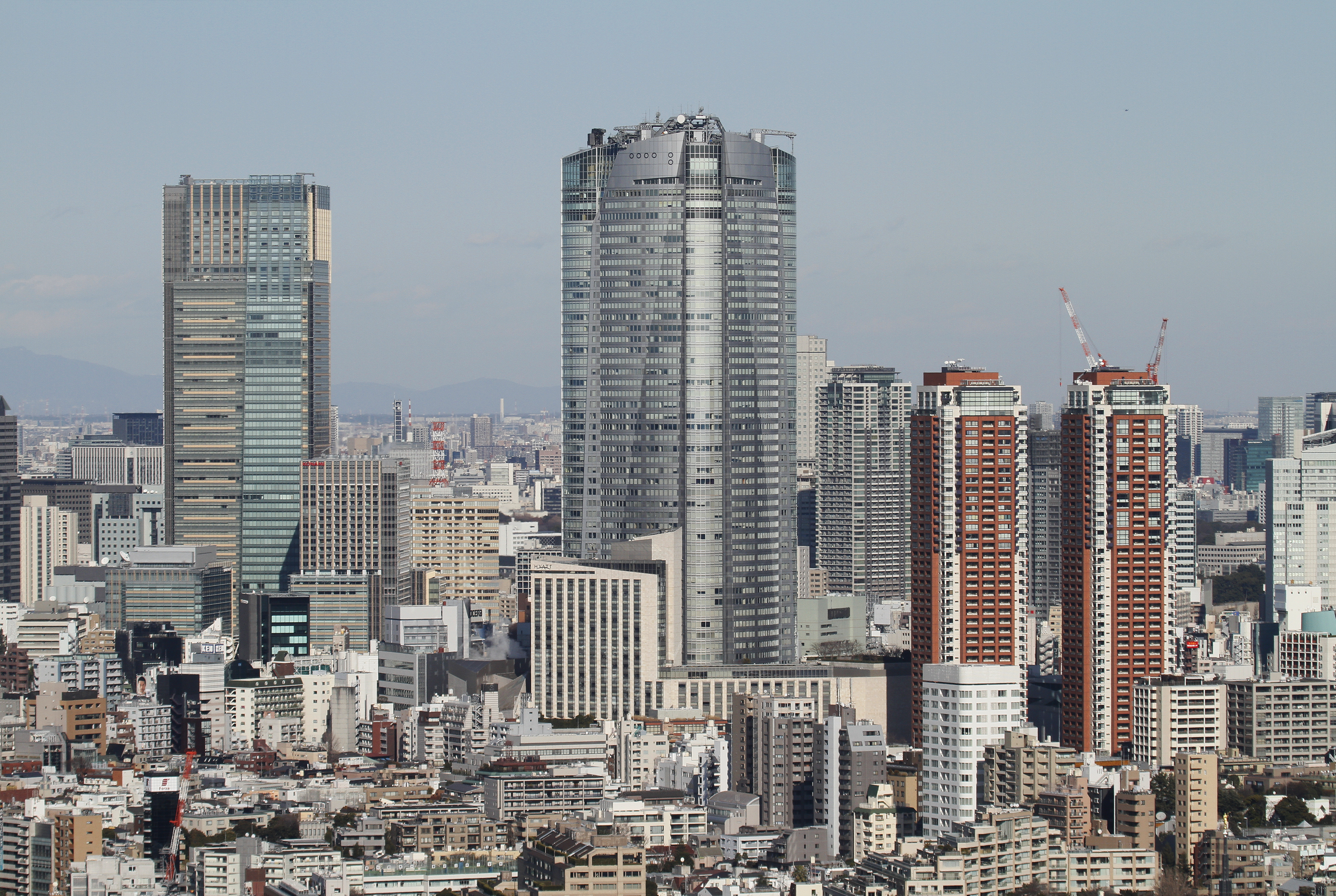
Los edificios de Roppongi Hills (centro y derecha) y Tokyo Midtown Tower (izquierda).

Roppongi (en japonés: 六本木, literalmente «seis árboles») es un barrio de Minato, Tokio, Japón, famoso por albergar la rica zona de Roppongi Hills y por tener una activa vida nocturna popular entre los locales y los extranjeros. Se sitúa en el centro de Tokio, al sur de Akasaka y al norte de Azabu.

## Historia

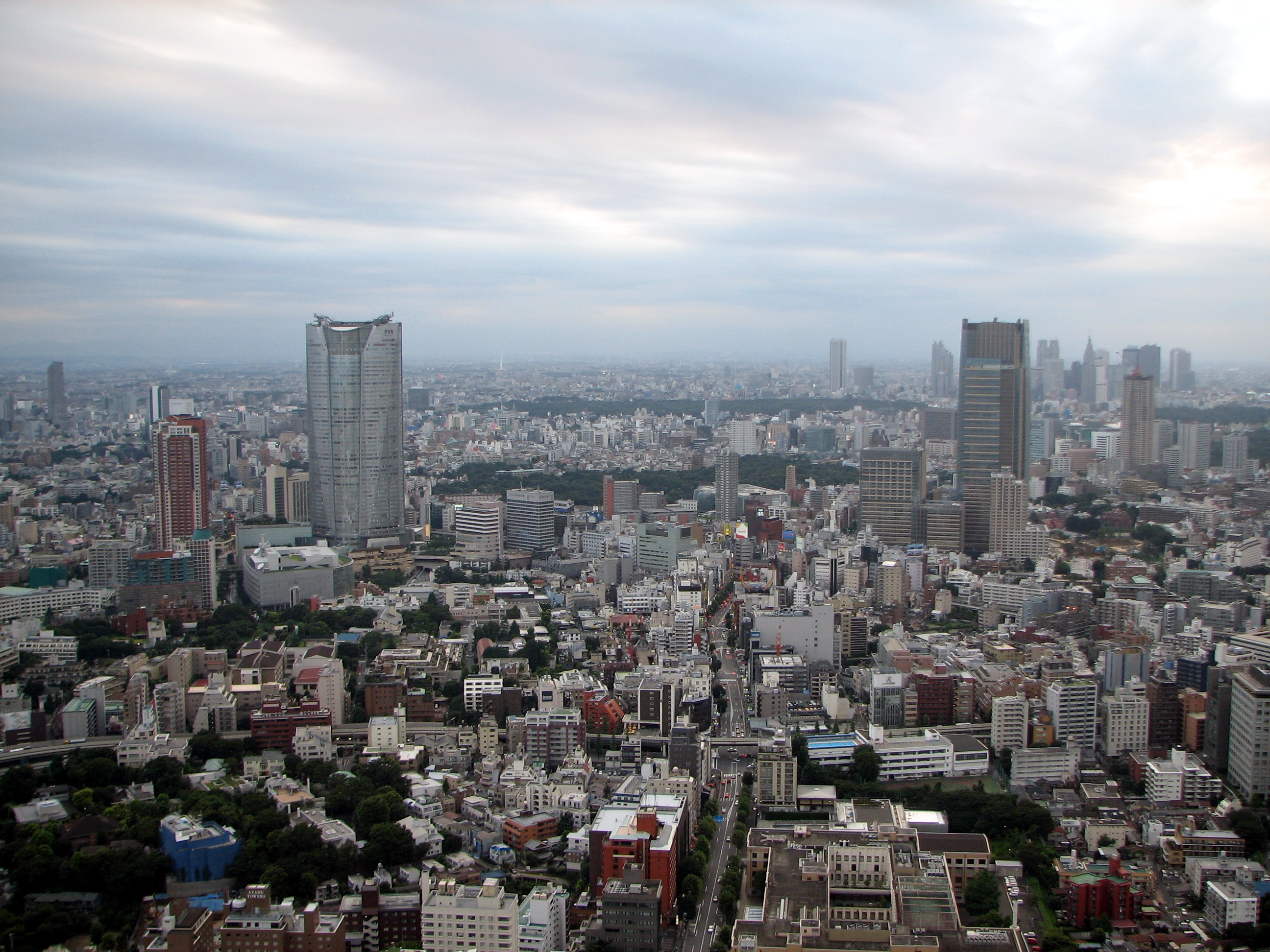
Vista de Roppongi.

El nombre Roppongi, que parece que se acuñó en torno a 1660, significa literalmente «seis árboles». En la antigüedad, seis grandes árboles zelkova muy longevos delimitaban la zona; los tres primeros fueron talados, y los otros tres fueron destruidos en la Segunda Guerra Mundial. Otra leyenda afirma que su nombre proviene del hecho de que durante el período Edo vivían seis daimios cerca de la zona, cada uno de los cuales tenía el carácter kanji de «árbol» o de una especie de árbol en sus nombres. Roppongi no estuvo poblada densamente hasta después de la Restauración Meiji, aunque la zona fue transitada durante siglos y sirvió como lugar de incineración de la esposa del shōgun Tokugawa Hidetada en 1626.
En 1890, la Tercera Guardia Imperial del Ejército Imperial Japonés se trasladó a un lugar cerca de Roppongi (que actualmente alberga la oficina del Pacífico de Barras y estrellas). La presencia de soldados provocó el auge de la vida nocturna en la zona, interrumpida brevemente por el Gran terremoto de Kantō, que destruyó la zona en 1923. Entre 1878 y 1947, Roppongi era administrativamente parte de Azabu.

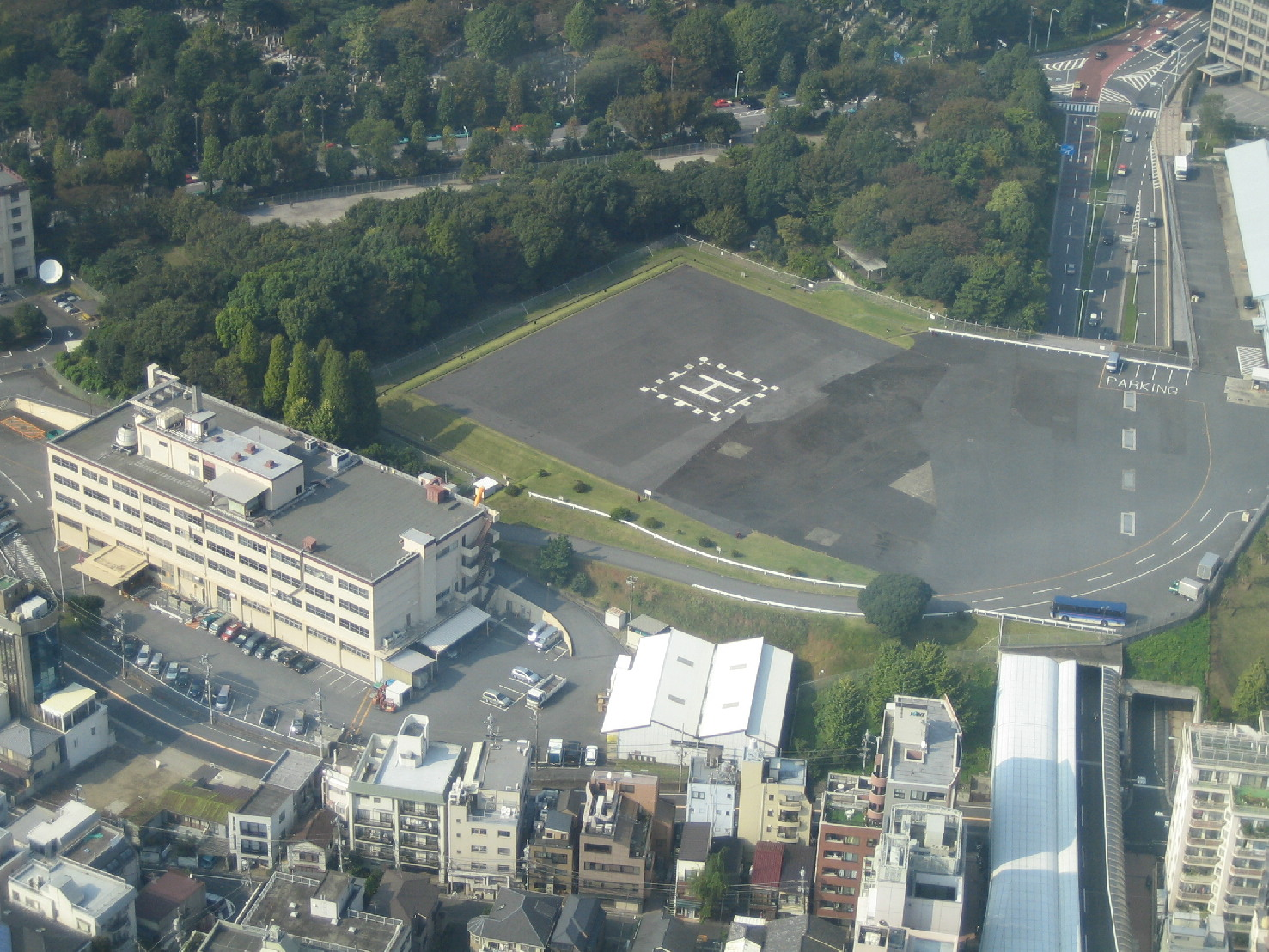
Helipuerto del Ejército de los Estados Unidos y oficina de Barras y estrellas en Roppongi-Nanachōme.

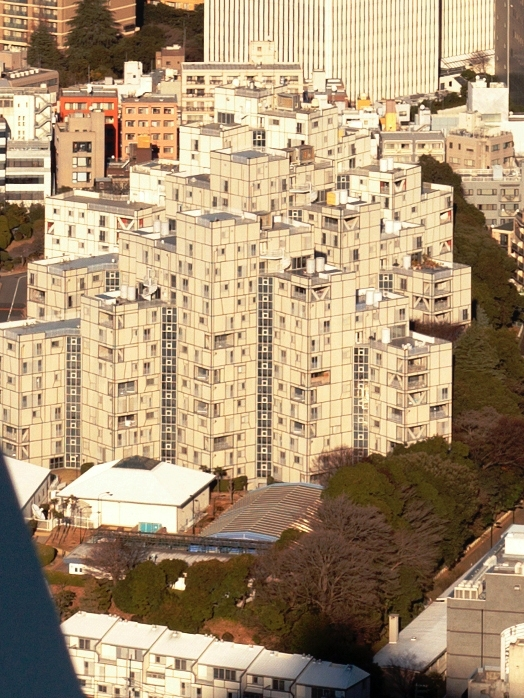
Complejo residencial de la Embajada de los Estados Unidos en Roppongi-Nichōme.

Tras la Segunda Guerra Mundial, durante la cual la zona fue destruida de nuevo, esta vez por los bombardeos aéreos, el Ejército de los Estados Unidos y el gobierno aliado ocuparon varias instalaciones de la zona, dando inicio a la reputación de Roppongi como un barrio con un gran número de extranjeros. En sus alrededores se situaban varias grandes instalaciones militares de los Estados Unidos, de las cuales probablemente la más significativa eran las Hardy Barracks (todavía hoy están en la zona el complejo residencial de la embajada de los Estados Unidos, la zona de ocio de Hardy Barracks, la oficina de Barras y estrellas y el helipuerto). Rodeando las instalaciones militares había muchos restaurantes, salones de billar, bares y burdeles japoneses, que se dirigían al personal militar estadounidense pero también eran frecuentados por clientes japoneses.
A partir de finales de los años sesenta, Roppongi se hizo popular entre los japoneses y los extranjeros por su vida nocturna, que atrajo a gran parte de las élites de Tokio. Contribuían a la escena internacional las numerosas embajadas y oficinas corporativas extranjeras situadas en la zona. Sin embargo, muchas discotecas cerraron en la recesión posterior a la quiebra financiera de 1989.
Roppongi recibió un importante impulso económico en 2002 y 2003 cuando se construyeron los complejos de rascacielos Izumi Garden Tower y Roppongi Hills. Estos proyectos suministraron viviendas y oficinas de alta gama a Roppongi por primera vez. El proyecto Tokyo Midtown, que fue completado en 2006 e incluye el primer Ritz-Carlton Hotel de Tokio, continuó con esta tendencia.

## Vida nocturna

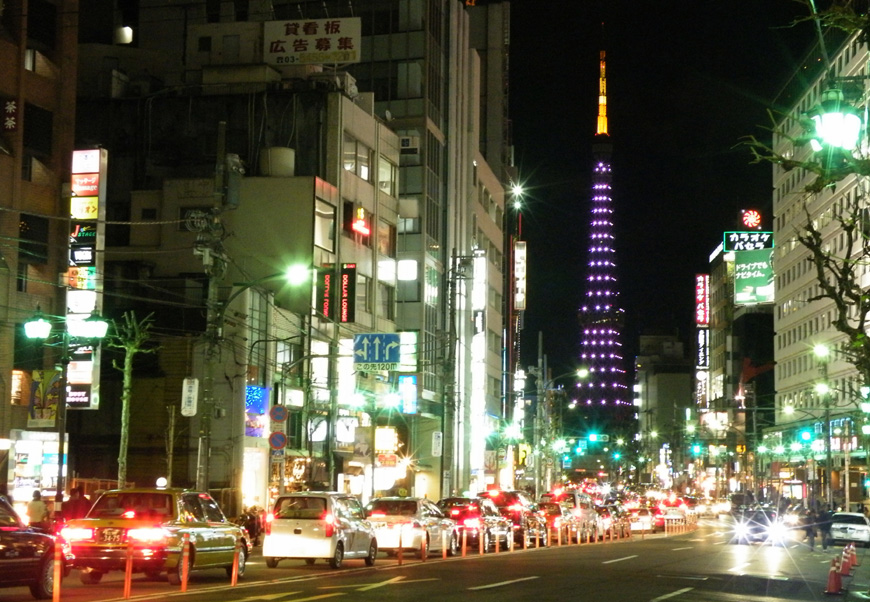
Roppongi por la noche.

La zona contiene numerosos restaurantes, bares, discotecas, clubs de alterne, cabarets y otros establecimientos de ocio. Entre la comunidad de expatriados, la zona tiende a ser frecuentada por empresarios, estudiantes y personal militar estadounidense fuera de servicio. En general, el barrio se dirige a un público joven.

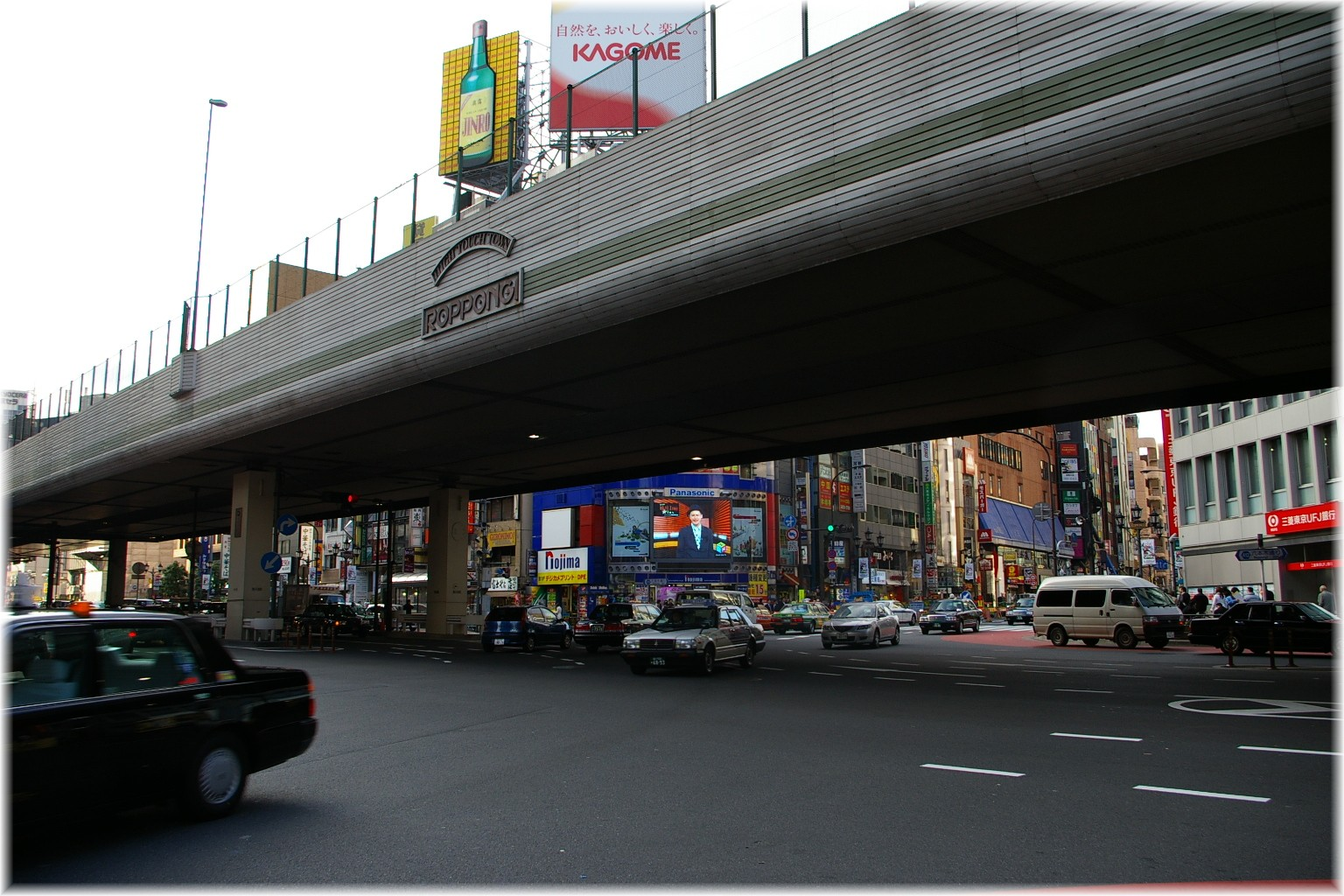
El cruce de Roppongi.

Los clubs oscilan entre grandes establecimientos de varias plantas y pequeños clubs de una habitación situados en las plantas superiores de los edificios. Recientemente han cerrado algunos de los grandes establecimientos con conexiones conocidas con la Yakuza. Alrededor del cruce de Roppongi hay varios clubs en los que actúan artistas extranjeros. También hay varios bares gestionados por extranjeros y japoneses que se dirigen a diferentes públicos. Recientemente, Roppongi ha disfrutado de una creciente reputación por sus eventos organizados como festivales de arte, torneos de dardos y billar, noches de bares, exposiciones de robots, concursos de belleza... Los restaurantes de Roppongi oscilan entre establecimientos que ofrecen cocina japonesa de lujo y restaurantes internacionales populares.

## Controversias
En el pasado, Roppongi tenía una reputación de zona con una alta presencia de la Yakuza, sea como clientes de establecimientos de la zona, realizando negocios, o gestionando clubs y bares de la zona. Aunque todavía ejerce cierta influencia en Roppongi, en los últimos años parece que buena parte de su presencia se ha desplazado a otros distritos de Tokio.
En 2006, varios inmigrantes nigerianos empezaron a abrir bares y discotecas en la zona, después de un grupo anterior de innovadores que habían tenido negocios en Roppongi durante muchos años. Los nigerianos eran conocidos por usar tácticas visibles de presión para atraer clientes a sus bares. En 2009 y 2010 una serie de incidentes, en los cuales los clientes afirmaron ser drogados y robados, se conectaron con los bares propiedad de los nigerianos. Estos incidentes hicieron que la embajada estadounidense en Japón aconsejara a los ciudadanos estadounidenses evitar algunos bares y clubs de Roppongi. Una investigación del Japan Times de julio de 2011 encontró que aunque se produjo alteración de bebidas, la mayor parte de los incidentes no involucraban actividad criminal. Muchos clientes afirmaron tener resacas inusualmente severas después de pasar la noche en establecimientos dirigidos por nigerianos. A veces se hacen quejas similares sobre bares no nigerianos de Roppongi que ofrecen paquetes de bebida ilimitada y a menudo mezclan las bebidas con licor fuerte para reducir el consumo del cliente y aumentar el beneficio.

## Economía

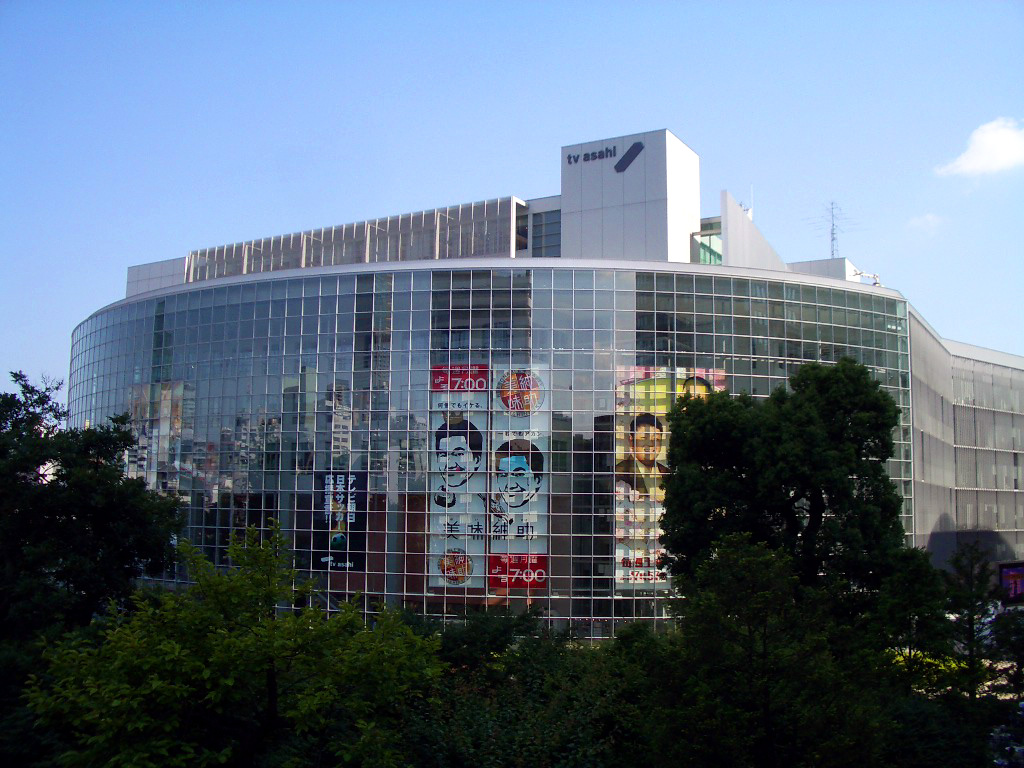
La sede de TV Asahi, que se trasladó de Ark Hills a Roppongi Hills en 2003.

Mori Building Company y The Pokémon Company tienen sus sedes en la Roppongi Hills Mori Tower. Algunas de las empresas con sede en Roppongi son:[cita requerida]
- Anderson Mori & Tomotsune
- Ferrari Japan
- Genco
- Yahoo! Japan
- J-Wave
- Lenovo Japan
- Google Japan[11]
- TV Asahi
- Being Inc.[12]
- Wrestling New Classic
- Dogma

Varias multinacionales tienen sus oficinas de Japón en Roppongi, incluidos los bancos de inversión Credit Suisse, Goldman Sachs, State Street, Corning Incorporated, y los bufetes de abogados Allen & Overy, Davis Polk & Wardwell, Orrick, Herrington & Sutcliffe y Skadden, Arps, Slate, Meagher & Flom.[cita requerida]
En diciembre de 1983 la sede de Bandai Visual se trasladó a Roppongi. En junio de 1984 la sede se trasladó a otro edificio de Roppongi. En mayo de 1985 la sede se trasladó a Shibuya.

## Transporte
- Estación de Roppongi (Línea Hibiya (H-04) y Línea Toei Ōedo) (E-23)
- Estación de Roppongi-itchōme (Línea Nanboku) (N-06)
- Estación de Nogizaka (Línea Chiyoda)

## Educación

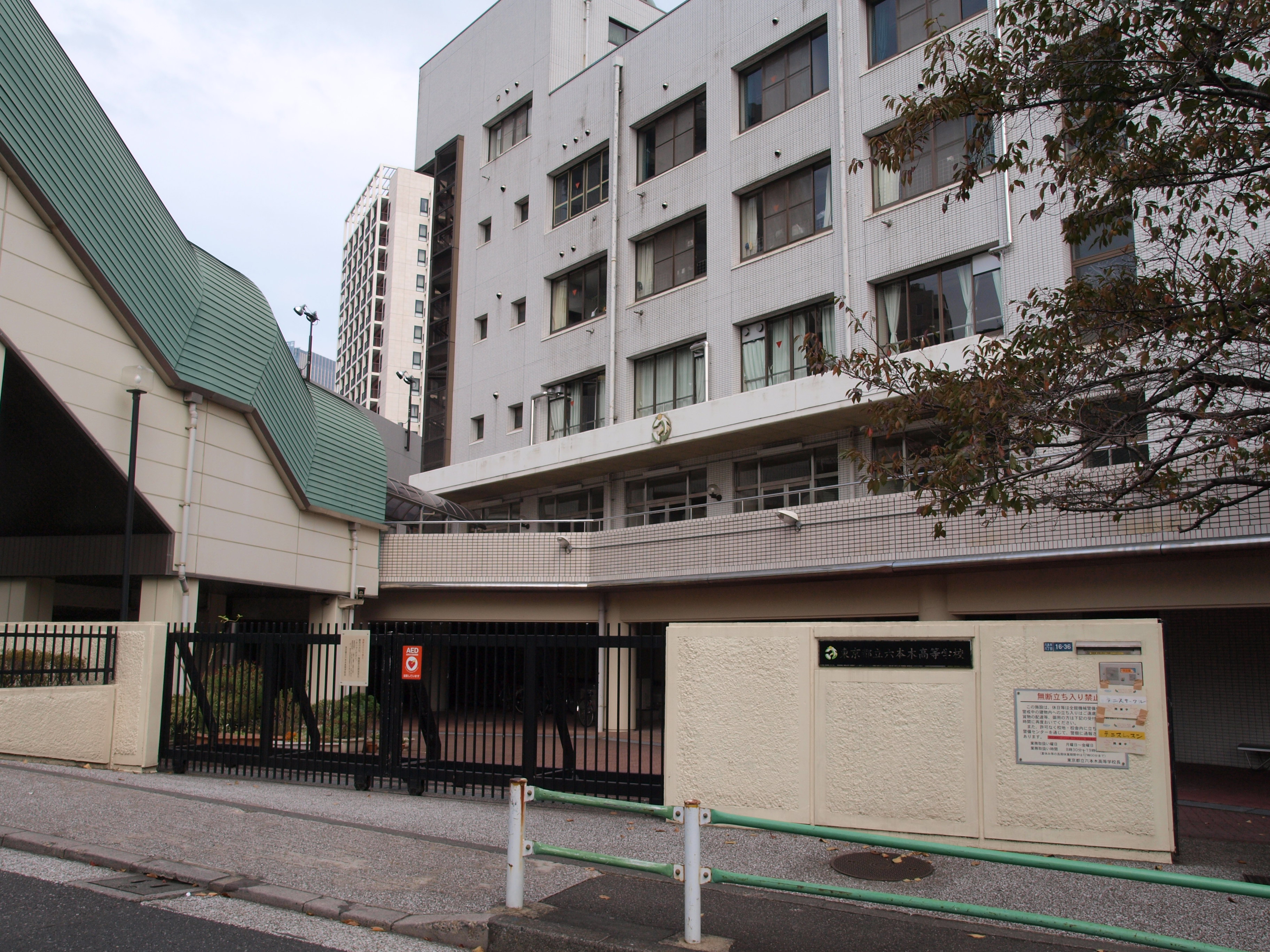
Roppongi High School.

Las escuelas públicas elementales y medias son gestionadas por la Junta de Educación de Minato. Los institutos públicos son gestionados por el Junta de Educación del Gobierno Metropolitano de Tokio. En Roppongi se sitúa el Instituto de Roppongi. El Early Learning Center de The American School in Japan está situado en Roppongi Hills.